# 莱科斯特戈宗
莱科斯特戈宗（法語：Les Costes-Gozon，法語發音：[le kɔst ɡozɔ̃]）是法国阿韦龙省的一个市镇，属于米约区。

## 地理
莱科斯特戈宗（44°1'3"N, 2°48'8"E）面积20.33 平方千米，位于法国奧克西塔尼大區阿韦龙省，该省份为法国南部内陆省份，位于法國中央高原南部，北起顺时针与康塔爾省、洛泽尔省、加尔省、埃罗省、塔恩省、塔恩-加龙省和洛特省接壤。
与莱科斯特戈宗接壤的市镇（或旧市镇、城区）包括：布罗基耶斯、卡尔梅勒和勒维亚拉、聖阿夫里克、圣伊宰尔、塔恩河畔圣罗姆、圣维克托和梅尔维约、勒特吕埃勒。

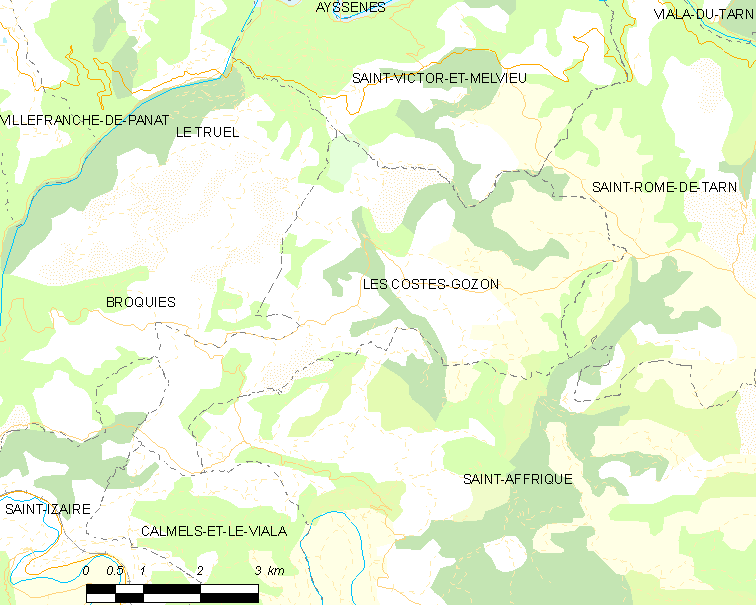
莱科斯特戈宗的OSM定位图

莱科斯特戈宗的时区为UTC+01:00、UTC+02:00（夏令时）。

## 行政
莱科斯特戈宗的邮政编码为12400，INSEE市镇编码为12078。

## 政治
莱科斯特戈宗所属的省级选区为拉斯普-莱韦祖县。

## 人口

1962-2008年间莱科斯特戈宗人口变化图示

莱科斯特戈宗于2022年1月1日时的人口数量为165人。